# コマン・ブラディミル
コマン・ブラディミル（ハンガリー語: Vladimir Koman, 1989年3月16日 - ）は、ウクライナ・ウージュホロド出身でハンガリー国籍の元サッカー選手。現役時代のポジションはミッドフィールダー。

## 経歴

### クラブ
ウクライナ・ソビエト社会主義共和国のウージュホロド生まれた。サッカー選手であった父親のヴォロディームィルが1990年、ハンガリーのソンバトヘイ・ハラダーシュに移籍したことに伴い家族で引っ越し、そのまま同国に定住した。
ラルコーUFCでサッカーを始め、15歳の時にソンバトヘイ・ハラダーシュと契約を結び、リーグ戦デビューを果たした。2005年、16歳の時にUCサンプドリアに移籍すると、2006年にトップチームに昇格した。2007年4月7日のトリノFC戦でリーグデビューを果たし、この試合でエミリアーノ・ボナッツォーリのゴールをアシストした。また、このシーズンにはトロフェオ・ジャチント・ファッケッティのタイトルを獲得した。2008-09シーズンはUSアヴェッリーノへレンタル移籍し、2009-10シーズンはセリエAに昇格したASバーリにレンタル移籍した。
2012年1月31日、ASモナコに4年半契約で移籍し、2011-12シーズンには17試合に出場した。
同年7月14日、ロシアのFCクラスノダールに3年契約で移籍をした。2012-13シーズンには26試合に出場したが、2013-14シーズンは出場機会を求めてFCウラル・スヴェルドロフスク・オブラストにローンで加入した。
2015年2月3日、NB IのディオーシュジュールVTKに移籍した。

### 代表
ハンガリーU-19代表のキャプテンとしてUEFA U-19欧州選手権2008に出場。2009年にはFIFA U-20ワールドカップに出場し、6試合で5ゴール3アシストをあげる活躍を見せ同国の4位入賞に貢献した。
ハンガリー代表としてはエルウィン・クーマンの下で2010年に初招集され、同年5月29日にブダペストで行われたドイツ代表との国際親善試合でデビューした（試合は0-3でハンガリーの敗戦）。クーマンの後任として監督に就任したエゲルヴァ―リ・シャーンドルの下でも引き続き招集を受け、同年から始まったUEFA EURO 2012予選では10試合に出場し、同年9月7日のモルドバ代表戦で代表初ゴールを挙げた。
2012年から始まった2014 FIFAワールドカップ・ヨーロッパ予選では9試合に出場し、同年10月16日に行われたトルコ代表戦では同点ゴールをあげる活躍を見せたが（試合は3-1でハンガリーの勝利）、2013年10月15日に行われたアンドラ代表戦の結果、本大会出場を逃した。

## 個人記録

### 代表での成績
出典
| ハンガリー代表 | ハンガリー代表 | ハンガリー代表 | ハンガリー代表 | ハンガリー代表 | ハンガリー代表 | ハンガリー代表 | ハンガリー代表 |
| 年             | 国際大会       | 国際大会       | 親善試合       | 親善試合       | 合計           | 合計           |                |
| 年             | 出場           | 得点           | 出場           | 得点           | 出場           | 得点           |                |
| -------------- | -------------- | -------------- | -------------- | -------------- | -------------- | -------------- | -------------- |
| 2010           | 4              | 2              | 3              | 0              | 7              | 2              |                |
| 2011           | 6              | 1              | 5              | 2              | 11             | 3              |                |
| 2012           | 3              | 2              | 4              | 0              | 7              | 2              |                |
| 2013           | 6              | 0              | 3              | 0              | 9              | 0              |                |
| 2014           | 0              | 0              | 2              | 0              | 2              | 0              |                |
| 2015           | 0              | 0              | 0              | 0              | 0              | 0              |                |
| 合計           | 19             | 5              | 17             | 2              | 36             | 7              |                |

### 代表での得点
出典
| #  | 開催日         | 開催地                         | 対戦国             | 結果 | 大会                          |
| -- | -------------- | ------------------------------ | ------------------ | ---- | ----------------------------- |
| 1. | 2010年9月7日   | ハンガリー、ブダペスト         | モルドバ           | 2–1  | UEFA EURO 2012予選            |
| 2. | 2010年10月8日  | ハンガリー、ブダペスト         | サンマリノ         | 8–0  | UEFA EURO 2012予選            |
| 3. | 2011年6月7日   | サンマリノ、セラヴァッレ       | サンマリノ         | 3–0  | UEFA EURO 2012予選            |
| 4. | 2011年8月11日  | ハンガリー、ブダペスト         | アイスランド       | 4–0  | 親善試合                      |
| 5. | 2011年9月11日  | ハンガリー、ブダペスト         | リヒテンシュタイン | 5–0  | 親善試合                      |
| 6. | 2012年9月7日   | アンドラ、アンドラ・ラ・ベリャ | アンドラ           | 5–0  | 2014 FIFAワールドカップ・予選 |
| 7. | 2012年10月16日 | ハンガリー、ブダペスト         | トルコ             | 3–1  | 2014 FIFAワールドカップ・予選 |

## 獲得タイトル

### クラブ
- UCサンプドリア
  - トロフェオ・ジャチント・ファッケッティ：2007-08

### 代表
- 2009 FIFA U-20ワールドカップ：3位

### 個人
- 2009 FIFA U-20ワールドカップ シルバーシュー